# Лонгароне
Лонгаро̀не (на италиански: Longarone; на венециански: Longaròn, Лонгарон) е градче и община в Северна Италия, провинция Белуно, регион Венето. Разположено е на 473 m надморска височина. Населението на общината е 5380 души (към 2014 г.).
Градчето е почти изцяло разрушено в 9 октомври 1963 г. от цунамна вълна с височина 250 m, след като голямо влачище пада в близкия язовир Вайонт. Следващата цунамна вълна минава над язовирната стена и пада пряко в долината, където се намира Лонгароне. Счита се, че загиват от 1900 до 2500 души.
От 2014 г. общината включва територията на бившата община Кастелавацо.